# Lolitakomplex
Als Lolitakomplex oder als Nymphophilie wird starkes erotisches oder sexuelles Verlangen von Männern ab dem mittleren Lebensalter zu Mädchen oder jungen Frauen bezeichnet. Das Objekt der Begierde ist meist im Altersbereich von kurz vor der Pubertät bis zum Teenager und entspricht oft dem Typus der Kindfrau.
Namensgebend für den Lolitakomplex ist Vladimir Nabokovs Roman Lolita aus dem Jahre 1955. Das Wort selbst wurde zwischen 1955 und 1966 gebildet, indem der Name von Nabokovs Figur mit dem Begriff Komplex verknüpft wurde. Er wurde auch in der Psychoanalyse verwendet. Der Begriff „Nymphophilie“ (aus Nymphe und -philie) wird vor allem im Englischen verwendet und kam durch Übersetzungen in den deutschsprachigen Raum. Eine besondere Kultivierung erlebte dieses Verlangen in Japan und wird dort als Roricon, außerhalb des japanischen Sprachraums als Lolicon bezeichnet.

## Definition, Abgrenzung und Einordnung
Nymphophilie ist eine spezielle Form von Neoterophilie und Parthenophilie. Der wesentliche Unterschied zur Pädophilie besteht darin, dass die begehrten Personen meist Zeichen der Geschlechtsreife aufweisen.
Umgangssprachlich ist die Definition oft ungenauer und umfasst je nach kultureller Konvention recht vieles, sobald nur der Altersunterschied groß genug ist.
Manchmal wird begrifflich unterschieden zwischen Lolita-Syndrom als heimlicher Sehnsucht eines Mannes mittleren Alters nach einem jungen Mädchen und Lolita-Komplex als ungesunder Begierde für Minderjährige oder Unmündige. „Lolita-Syndrom“ wird manchmal auch verwendet, um den Umgang der Gesellschaft mit dem Thema Kindfrau zu bezeichnen. Seltener dient es, um eine Schwärmerei oder Liebe eines jungen Mädchens für einen älteren Mann zu bezeichnen.

## Strafbarkeit
Auf Gegenseitigkeit beruhende Beziehungen junger Frauen zu älteren Männern kommen häufig vor, werden in der Gesellschaft meistens auch akzeptiert und bleiben ohne strafrechtliche Relevanz. So liegt beispielsweise das Schutzalter in Deutschland und Österreich bei 16 Jahren (und unter bestimmten Bedingungen bereits bei 14 Jahren), sexuelle Beziehungen junger Frauen ab diesem Alter zu Männern jeglichen Alters sind demnach legal, wenn sie auf Gegenseitigkeit beruhen und kein Abhängigkeitsverhältnis vorliegt.  Wird dem Täter ein Jugendlicher oder eine Jugendliche beispielsweise zur Erziehung, Ausbildung oder Betreuung in der Lebensführung anvertraut, so sind gemäß § 174 StGB auch sexuelle Handlungen mit Jugendlichen unter 16 Jahren generell verboten, wenn die besondere Stellung ausgenutzt wird gilt dies bis zur Volljährigkeit. Weiter ist wichtig, dass auch bei legalen Beziehungen diese für betroffene Minderjährige äußerst problematisch sein können. Sexueller Missbrauch und Abhängigkeitsverhältnisse können bei Opfern zu schwerwiegenden Traumata führen, siehe #MeToo.

## Krankhafte Ausprägung
Dass Männer jeden Alters jugendliche Weiblichkeit erotisch finden, ist nicht ungewöhnlich. Besteht jedoch ein sehr starker Drang, dann ist der Lolitakomplex als Paraphilie zu bezeichnen. Bei krankhafter Ausprägung besteht die Gefahr, dass sexueller Missbrauch von Jugendlichen beziehungsweise Kindern begangen wird.